# عبد الحق المريني (مؤرخ)
عبد الحق المريني (مواليد 31 مايو 1934-2 يونيو 2025) مؤرخ المملكة المغربية، والناطق الرسمي باسم القصر الملكي منذ 29 أكتوبر 2012. شغل منصب مدير التشريفات الملكية والأوسمة سابقًا.

## النشأة والدراسة
وُلد عبد الحق المريني في 31 مايو 1934 بمدينة الرباط. ختم حفظ القرآن الكريم في سن مبكرة، ونسخ الستين حزب كاملة بخط يده. درس الثانوية بثانوية مولاي يوسف بالرباط، وحصل على دبلوم معهد الدراسات العليا المغربية سنة 1960 وعلى الإجازة في الآداب من كلية الآداب بالرباط سنة 1962، وبعدها أحرز دبلوم الدراسات العليا من معهد الدراسات العربية والإسلامية العليا التابع لجامعة ستراسبورغ الفرنسية سنة 1966، وأحرز دكتوراه الجامعة من نفس المعهد سنة 1973. وفي سنة 1989 حصل على دكتوراه الدولة في الآداب من جامعة محمد بن عبد الله بفاس.

## مسيرته المهنية
وفي مسيرته المهنية	عمل أستاذًا لمواد اللغة العربية بثانوية ابن ياسين بالمحمدية وثانوية الحسن الثاني بالرباط، ولمادة التربية الوطنية بالمعهد الملكي للشبيبة والرياضة من 1960 إلى غاية 1965، وبين 1964-1965 شغل منصب رئيس ديوان نائب كاتب الدولة في التعليم التقني وتكوين الأطر. وهو عضو باتحاد كتاب المغرب.

### القصر الملكي
عين ملحقا بمديرية التشريفات والأوسمة 1965- 1972 ومكلفا بمهمة بوزارة القصور الملكية والتشريفات والأوسمة (1972- 1998) ومديرا للتشريفات الملكية والأوسمة سنة 1998. وبعد سبع سنوات من فراغ منصب الناطق الرسمي باسم القصر الملكي منذ خروج حسن أوريد في يونيو 2005، تم تعيين عبد الحق المريني في هذا المنصب يوم الاثنين 29 أكتوبر 2012.

## مؤلفاته[6]
- «الجيش المغربي عبر التاريخ»، الطبعة الأولى سنة 1968، صدرت الطبعة الخامسة منقحة ومزيد فيها سنة 1997، وصدرت لها ترجمة بالفرنسية سنة 2000، وصدرت له طبعة سادسة خلال سنة 2011.
- «شعر الجهاد في الأدب المغربي»، أطروحة دكتوراه، 1968، طبعتها وزارة الأوقاف والشؤون الإسلامية في جزأين سنة 1996 وصدرت لها طبعة جديدة ومنقحة في جزء واحد خلال سنة 2010 طبع ونشر منشورات الزاوية.
- دليل المرأة المغربية، جزأين: 1993 - 2000.
- «مدخل إلى تاريخ المغرب الحديث من عهد الحسن الأول إلى عهد الحسن الثاني»، طبعته وزارة الشؤون الثقافية، 1996.
- الشاي في الأدب المغربي، سلسلة شراع.الجزء 57. سنة 199،
- محمد الخامس دراسات وشهادات، 1988.
- «الحسنيات» في ثلاثة أجزاء: 1975 - 1979 - 1983. جمع القصائد التي أنشدة في مدح ملك المغرب.
- كتاب جلالة الملك الحسن الثاني الإنسان والملك. 1985

## جوائز
- جائزة المغرب للكتاب، 1968، عن كتابه: «الجيش المغربي عبر التاريخ»
- جائزة عبد الله كنون للآداب والدراسات الإسلامية، 1997، عن كتابه: شعر الجهاد في الأدب المغربي.

## وصلات خارجية
- عبد الحق المريني على موقع أرشيف الشارخ